# سرزو
سرزو (تلفظ فرانسوی: [saʁzo]</link> ; برتون: Sarzhav </link>) یک کمون در بخش Morbihan در بریتانی در شمال غربی فرانسه است. این کمون در شبه جزیره ریس بین خلیج مُربیان و اقیانوس اطلس واقع شده‌است.